# Europarlamentari dell'Irlanda della VII legislatura
Gli europarlamentari dell'Irlanda della VII legislatura, eletti in occasione delle elezioni europee del 2009, sono stati i seguenti.

## Composizione storica
| Europarlamentare       | Lista              | Gruppo                                                           |
| ---------------------- | ------------------ | ---------------------------------------------------------------- |
| Liam Aylward           | Fianna Fáil        | Gruppo dell'Alleanza dei Democratici e dei Liberali per l'Europa |
| Nessa Childers         | Partito Laburista  | Alleanza Progressista dei Socialisti e dei Democratici           |
| Brian Crowley          | Fianna Fáil        | Gruppo dell'Alleanza dei Democratici e dei Liberali per l'Europa |
| Proinsias De Rossa     | Partito Laburista  | Alleanza Progressista dei Socialisti e dei Democratici           |
| Pat The Cope Gallagher | Fianna Fáil        | Gruppo dell'Alleanza dei Democratici e dei Liberali per l'Europa |
| Marian Harkin          | Indipendente       | Gruppo dell'Alleanza dei Democratici e dei Liberali per l'Europa |
| Jim Higgins            | Fine Gael          | Gruppo del Partito Popolare Europeo                              |
| Joe Higgins            | Partito Socialista | Sinistra Unitaria Europea/Sinistra Verde Nordica                 |
| Alan Kelly             | Partito Laburista  | Alleanza Progressista dei Socialisti e dei Democratici           |
| Seán Kelly             | Fine Gael          | Gruppo del Partito Popolare Europeo                              |
| Mairead McGuinness     | Fine Gael          | Gruppo del Partito Popolare Europeo                              |
| Gay Mitchell           | Fine Gael          | Gruppo del Partito Popolare Europeo                              |

## Modifiche intervenute

### Partito Laburista
- In data 21.04.2011 a Alan Kelly subentra Phil Prendergast.
- In data 15.02.2012 a Proinsias De Rossa subentra Emer Costello.

### Partito Socialista
- In data 01.04.2011 a Joe Higgins subentra Paul Murphy.